# 生まれついてのCRAZY
生まれついてのCRAZYは、日本のバンド・TOM★CATが1985年8月21日に発売した3枚目のシングル。発売元はキャニオン・レコード（現：ポニーキャニオン）。
品番：7A0509

## 解説
- 歌詞カードにはサングラスを外したTOMの写真が載っている。

## 収録曲
1. 生まれついてのCRAZY
作詞・作曲：TOM、編曲：Light house Project
2. SALLY
作詞・作曲：TOM、編曲：Light house Project